# هانا ساوت ول
هانا ساوت ول (انگلیسی: Hannah Southwell؛ زادهٔ ۴ مارس ۱۹۹۹) ورزشکار فوتبال اهل استرالیا است.